# Bronson (filme)
Bronson (mesmo título no Brasil) é um filme independente, produzido no Reino Unido em 2008 do gênero ação, coescrito por Brock Norman Brock e Nicolas Winding Refn e dirigido por Nicolas Winding Refn.
O filme é visto pela perspectiva do próprio criminoso britânico Charles Bronson, desde sua infância problemática, até ganhar o título de “Britain’s most violent prisoner” (Prisioneiro mais violento da Grã-Bretanha), é uma biografia não convencional, provocadora e estilizada baseada na história real de Michael Peterson um homem, que foi sentenciado a 7 anos por roubar uma agência dos correios, porém acaba por no final, cumprir uma pena de 37 anos, sendo que 30 anos ele passou na solitária. Durante o período em que passou na solitária, ele desenvolve um alterego psicótico no qual ele é o ator Charles Bronson de Desejo de Matar.
Um retrato de um artista sem alternativas e também uma denúncia mordaz da cultura das celebridades.

## Sinopse
Em 1974, um desorientado jovem de 19 anos chamado Michael Peterson (Tom Hardy) decide assaltar uma agência dos correios, mas não pelo dinheiro, e sim pela fama que esse ato poderia gerar, portanto, com uma espingarda caseira serrada e uma cabeça cheia de sonhos, ele tentou roubar uma agência dos correios. Ele foi pego e inicialmente condenado a 7 anos de prisão por ter roubado £26. Peterson ficou preso durante 34 anos, sendo 30 dos quais viveu em isolamento. Durante esse tempo, o jovem Michael Peterson, desapareceu, ele agora é conhecido por seu codinome Charles Bronson, seu famoso alter-ego psicótico, considerado o mais perigoso prisioneiro da Grã-Bretanha. Baseado numa história real.

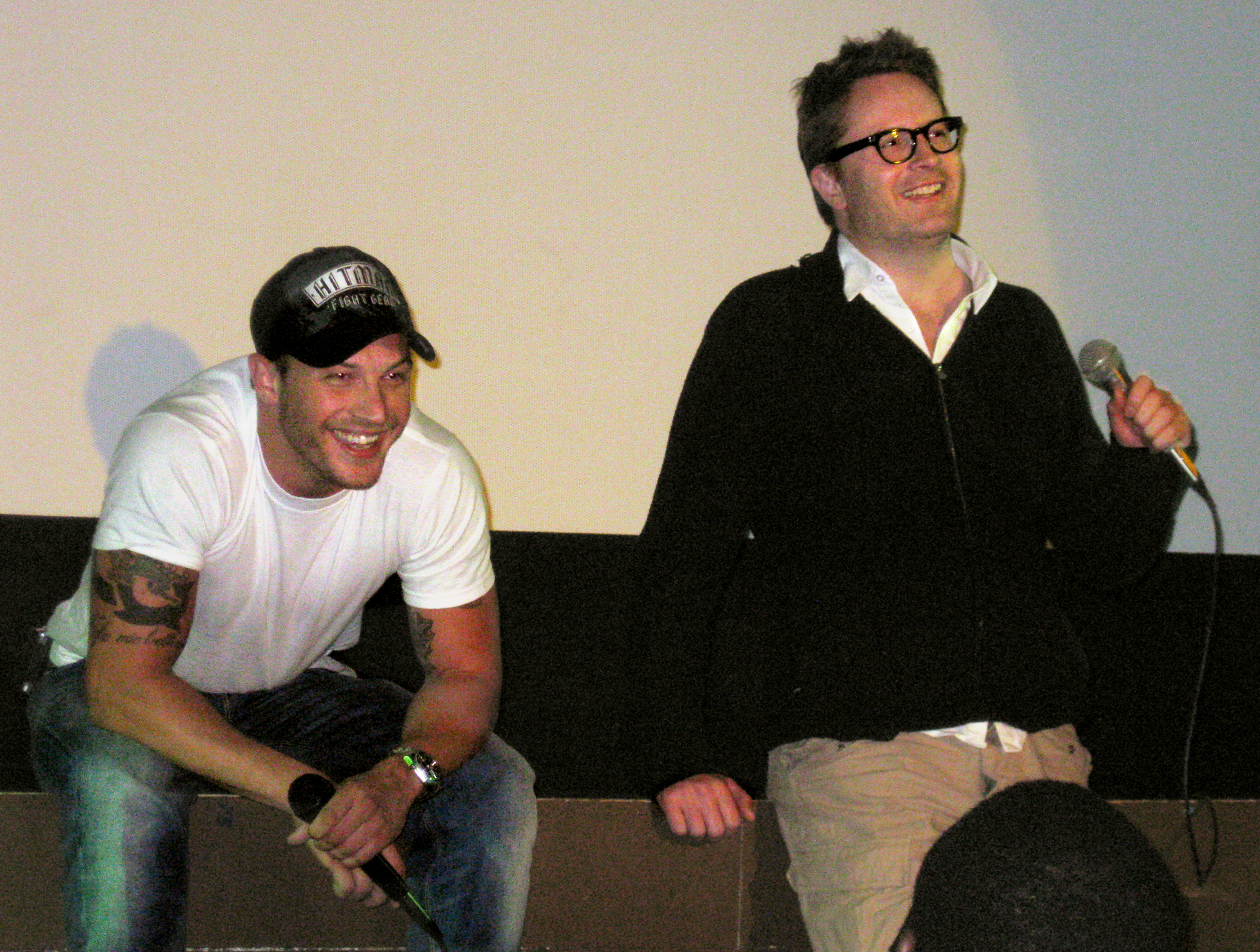
Tom Hardy e o diretor Nicolas Winding Refn promovendo o filme Bronson.

## Elenco
| Elenco          | Personagem                         |
| --------------- | ---------------------------------- |
| Tom Hardy       | Charles Bronson / Michael Peterson |
| Kelly Adams     | Irene                              |
| Luing Andrews   | Hysterical Screw                   |
| Katy Barker     | Julie                              |
| Gordon Brown    | Screw                              |
| Amanda Burton   | Charlie's Mum                      |
| Mark Devenport  | Nurse 1                            |
| Paul Donnelly   | Screw                              |
| Andrew Forbes   | Charlie's Dad                      |
| Jon House       | Webber                             |
| Matt King       | Paul Daniels                       |
| James Lance     | Phil                               |
| Holly Lucas     | Young Man                          |
| Juliet Oldfield | Alison                             |
| Jonny Phillips  | Prison Governor                    |

## Principais prêmios e indicações
| Ano  | Prêmio                          | Categoria    | Indicado  | Resultado |
| ---- | ------------------------------- | ------------ | --------- | --------- |
| 2009 | British Independent Film Awards | Melhor Ator  | Tom Hardy | Venceu    |
| 2009 | Sydney Film Festival            | Melhor Filme | Bronson   | Venceu    |